# Pyrgomatidae
Pyrgomatidae zijn een familie van mariene kreeftachtigen binnen de orde van de Balanomorpha.

## Soorten
De volgende taxa zijn bij de familie ingedeeld:
- Onderfamilie Ceratoconchinae Newman & Ross,  1976
  - Geslacht Ceratoconcha Kramberger-Gorjanovic, 1889
  -  † Geslacht Eoceratoconcha Newman & Ladd, 1974
- Onderfamilie Megatrematinae Holthuis, 1982
  - Tribus Megatrematini Holthuis, 1982
    - Geslacht Megatrema Sowerby, 1823
      - = Boscia Férussac, 1822

    - Geslacht Memagreta Ross & Pitombo, 2002

  - Tribus Pyrgominini Ross & Pitombo, 2002
    - Geslacht Adna Sowerby, 1823
    - Geslacht Pyrgomina Baluk & Radwanski, 1967
- Onderfamilie Pyrgomatinae Gray, 1825
  - Tribus Hoekinii Ross & Newman, 1995
    - Geslacht Ahoekia Ross & Newman, 1995
    - Geslacht Australhoekia Ross & Newman, 2000
    - Geslacht Eohoekia Ross & Newman, 1995
    - Geslacht Hoekia Ross & Newman, 1973
    - Geslacht Parahoekia Ross & Newman, 1995

  - Tribus Pyrgomatini Gray, 1825
    - Geslacht Arossella Anderson, 1993
    - Geslacht Cantellius Ross & Newman, 1973
    - Geslacht Cionophorus Ross & Newman, 2001
    - Geslacht Creusia Leach, 1817
    - Geslacht Darwiniella Anderson, 1992
    - Geslacht Galkinius Perreault, 2014
    - Geslacht Hiroa Ross & Newman, 1973
    - Geslacht Neopyrgoma Ross & Newman, 2002
    - Geslacht Neotrevathana Ross, 1999
    - Geslacht Nobia Sowerby, 1839
    - Geslacht Pyrgoma Leach, 1817
    - Geslacht Savignium Leach, 1825
    - Geslacht Trevathana Anderson, 1992
    - Geslacht Wanella Anderson, 1993 in Ross, 1999

  - Tribus Pyrgopsellini Ross & Newman, 1995
    - Geslacht Pyrgopsella Zullo, 1967

### Synoniemen
- Geslacht Cionophora Ross & Newman, 1999 => Cionophorus Ross & Newman, 2001
- Geslacht Galkinia Ross & Newman, 1995 => Galkinius Perreault, 2014
- Geslacht Newmania Anderson, 1992 => Wanella Anderson, 1993 in Ross, 1999
- Geslacht Paranobia Galkin, 1986 => Pyrgoma Leach, 1817
- Geslacht Pyrgopsis Gruvel, 1907 => Pyrgopsella Zullo, 1967
- Geslacht Utinomia Galkin, 1986 => Galkinius Perreault, 2014
- Onderfamilie Bosciinae Newman & Ross, 1976 => Megatrematinae Holthuis, 1982